# 東京出入国在留管理局成田空港支局
東京出入国在留管理局成田空港支局（とうきょうしゅつにゅうこくざいりゅうかんりきょくなりたくうこうしきょく）は、千葉県成田市にある法務省出入国在留管理庁の地方支分部局である東京出入国在留管理局の支局。千葉県のうち成田国際空港の区域を管轄している。出入国管理及び難民認定法に基づき、外国人の入出国・在留・違反手続、難民認定に関する調査等の行政事務を担当する。

## 内部組織
- 東京出入国在留管理局成田空港支局長（官職・入国審査官）
  - 次長（官職・入国審査官）
  - 審査監理官2人（官職・入国審査官）
  - 総務課
  - 偽変造文書対策室
  - 首席審査官16人（官職・入国審査官）
    - 審査管理担当（審査管理部門）
    - 情報管理担当（情報管理部門）
    - 第一審査担当（第一審査部門）
    - 第二審査担当（第二審査部門）
    - 第三審査担当（第三審査部門）
    - 第四審査担当（第四審査部門）
    - 第五審査担当（第五審査部門）
    - 第六審査担当（第六審査部門）
    - 第七審査担当（第七審査部門）
    - 第八審査担当（第八審査部門）
    - 第九審査担当（第九審査部門）
    - 第十審査担当（第十審査部門）
    - 第十一審査担当（第十一審査部門）
    - 第十二審査担当（第十二審査部門）
    - 第一審判担当（第一審判部門）
    - 第二審判担当（第二審判部門）

  - 首席入国警備官2人（官職・入国警備官）
    - 企画管理・執行担当（企画管理・執行部門）
    - 処遇担当（処遇部門）